# Política Nacional de Atenção à Saúde Auditiva
A Política Nacional de Atenção à Saúde Auditiva (PNASA) foi instituída no Brasil pela Portaria MS nº 2.073, de 2004 visando a promoção de ações de saúde auditiva no Sistema Único de Saúde (SUS). A PNASA dispõe sobre a organização hierárquica e regionalizada de uma rede de atenção integral (diagnóstico, reabilitação, promoção e proteção) em saúde auditiva e, também, sobre a oferta de terapia fonoaudiológica.
Em 2011, com o objetivo de promover por meio da integração e articulação de políticas, programas e ações, o exercício pleno e equitativo dos direitos das pessoas com deficiência, foi publicado o Decreto nº 7.612 de 17 de novembro de 2011, que instituiu o Plano Nacional dos Direitos da Pessoa com Deficiência – Plano Viver sem Limites, e a Portaria nº 793 de 24 de abril de 2012 que institui a Rede de Cuidados à Pessoa com Deficiência no âmbito do SUS.
Essa portaria é constituída por três componentes: atenção básica, média complexidade e alta complexidade. A atenção básica tem como objetivo realizar ações de caráter individual ou coletivo, voltadas para a promoção da saúde auditiva, da prevenção e da identificação precoce dos problemas auditivos, bem como ações informativas, educativas e de orientação familiar. A média complexidade está direcionada na realização da triagem e monitoramento da audição, da atenção diagnóstica e da terapêutica especializada, garantidas a partir do processo de referência e contra referência do paciente portador de deficiência auditiva, excluindo o diagnóstico e a protetização de crianças até três anos de idade, pacientes com afecções associadas e perdas auditivas unilaterais, ações, para cujo desempenho neste nível de atenção será criado o Serviço de Atenção à Saúde Auditiva na Média Complexidade. E na alta complexidade, realiza o diagnóstico e terapia especializada, sendo garantidas a partir do processo de referência e contra-referência do paciente portador de deficiência auditiva, ações, para cujo desempenho neste nível de atenção será criado o Serviço de Atenção à Saúde Auditiva na Alta Complexidade.

## Precedentes
A formulação da Política Nacional de Atenção à Saúde Auditiva (PNASA) tem como precedentes a elevada prevalência de perda auditiva na população. No mundo, estima-se que cerca de 278 milhões de indivíduos apresentem perda auditiva de grau moderado ou profundo, enquanto no Brasil, segundo o Instituto Brasileiro de Geografia e Estatística (IBGE), em 2013, 1,1% da população apresentava grau significativo de perda auditiva (deficiência auditiva).
A criação da PNASA também decorre do quadro de transição demográfica e epidemiológica vistos no Brasil e no mundo, com destaque para o acelerado envelhecimento populacional, o aumento da expectativa de vida e o aumento da incidência de doenças crônicas e neurodegenerativas, que podem atuar como fatores de risco para a perda auditiva, como no caso da presbiacusia.
Segundo a Organização Mundial da Saúde (OMS), estima-se que até 2050 mais de 900 milhões de pessoas, cerca de 1 em cada 10, apresentará perda auditiva incapacitante, podendo gerar um impacto de 750 bilhões de dólares por ano. Assim, a formulação de uma política pública com o objetivo de garantir o acesso à saúde auditiva foi considerada relevante ao permitir a triagem, tratamento e reabilitação precoce em saúde auditiva, dado que metade de todos os casos de perda auditiva pode ser evitado por medidas de saúde pública.

## Implementação
Anteriormente à PNASA, foi estabelecida, em 2000, a primeira Portaria (SAS/MS nº 432, publicada em 14 de novembro de 2000) referente à assistência em saúde auditiva, em específico sobre adaptação de aparelhos de amplificação sonora individual e do acompanhamento de indivíduos deficientes auditivos.
De acordo com levantamento realizado por meio do SIA/SUS (DATASUS) em 2004 apenas 16% dos serviços credenciados seguiam os procedimentos exigidos pela Portaria relativos à saúde auditiva, tendo como base a tabela SIA/SUS. Sendo que desse total de serviços, apenas 25% apresentavam registro de ao menos um tipo de procedimento (diagnóstico, terapia ou concessão de AASI), mas sem proporcionar atendimento integral e centrado no paciente.
Assim, a PNASA foi implementada tendo como foco a promoção integral da atenção à saúde auditiva no âmbito do SUS e em concordância com relatórios estáticos da Organização Mundial de Saúde (OMS) e com a evidência do crescente aumento do risco de exposição à perda auditiva.
A implementação e controle de sistemas de regulação e avaliação continuada aos usuários com perda auditiva garantem a universalidade do acesso, a equidade, a integralidade e o controle social, entre outros princípios do SUS, sendo indicativos e significativos na formação da rede nacional e regional..
Neste sentido, a Secretaria de Estado da Saúde de Santa Catarina, por meio da Área Técnica da Saúde da Pessoa com Deficiência (ATPCD), da Superintendência de Serviços Especializados e Regulação, elaborou as Diretrizes de Atenção à Saúde Auditiva na Rede de Cuidados à Pessoa Com Deficiência em Santa Catarina. Estas Diretrizes são instrumento norteador para a execução, monitoramento e avaliação das ações do Programa de Saúde Auditiva do SUS em Santa Catarina.
De acordo com as Diretrizes, existem critérios de indicação de AASI (Aparelho de Amplificação Sonora Individual), estes critérios são divididos da seguinte forma:
1. Classe I, quando há consenso quanto à indicação do AASI:
- Adultos com perda auditiva bilateral permanente que apresentem, no melhor ouvido, média dos limiares tonais nas frequências de 500, 1000 e 2000 Hz ou de 500, 1000 e 2000 e 4.000 Hz, superior a 40 dB NA; e
- Crianças (até 15 anos incompletos) com perda auditiva bilateral permanente que apresentem, no melhor ouvido, média dos limiares tonais nas frequências de 500, 1000 e 2000 Hz ou 500, 1000 e 2000 e 4.000 Hz, superior a 30 dBNA;

2. Classe II, quando há controvérsia quanto à indicação do AASI, devendo ter avaliação da necessidade:
- Crianças com perdas auditivas mínimas;
- Indivíduos com perdas unilaterais;
- Indivíduos com perdas flutuantes;
- Indivíduos adultos com perda auditiva profunda bilateral pré-lingual, não oralizados;
- Indivíduos com alterações neurais ou retrococleares; e
- Indivíduos com perda auditiva limitada a frequência acima de 3000Hz.

3. Classe III, quando há consenso quanto à contraindicação de AASI:
- Indivíduos com intolerância a amplificação devido a desconforto intenso;[5]

## Resultados
Com a implementação da PNASA, ações específicas foram definidas e coordenadas no âmbito das Secretarias Estaduais de Saúde (Portaria SAS/MS nº 587, de 2004), além também do estabelecimento de critérios para o funcionamento e realização de procedimentos em saúde auditiva no SUS (Portaria SAS/MS nº 589, de 2004). Entre as propostas desenvolvidas a partir da PNASA destaca-se a organização de uma linha de cuidados, visando ações de promoção, prevenção, tratamento e reabilitação no contexto da atenção básica e especializada. A política também preconizou a importância da determinação e condicionamento das etiologias relacionadas as perdas auditivas e de situações que potencializem a deficiência auditiva.
De acordo com um estudo avaliativo da cobertura de serviços especializados em saúde auditiva, entre os anos de 2004 e 2011, com dados levantados por meio do Departamento de Informática do Sistema Único de Saúde (DATASUS).  Como resultado o estudo evidenciou um aumento de 113% na cobertura dos serviços e 61% na quantidade de procedimentos diagnósticos realizados em todo o Brasil. O estudo destacou também um aumento superior na região Norte, de 78%, no número de procedimentos, maior que outras regiões e proporcionalmente menor que à região Sudeste.
No caso específico dos indivíduos acometidos por deficiência auditiva, a PNASA em conjunto com a Política Nacional da Saúde da Pessoa com Deficiência e as diretrizes do SUS, que garantem a equidade de acesso, integralidade e universalidade nas ações da saúde auditiva, no ano de 2010 foi publicado um levantamento que buscou mensurar o conhecimento da população sobre as políticas públicas voltadas para saúde auditiva.
Os participantes apresentaram prevalência de 4,9% e 3,1% de deficiência auditiva em 2003 e 2008, respectivamente, antes e após a implementação da política. Segundo a pesquisa, realizada no município de São Paulo, cerca de 38,4% dos entrevistados referiram ter conhecimento ou serem atendidos pela política em função de quadros de perda auditiva em 2003, frente a 22,3% no ano de 2010.
Dessa maneira, a pesquisa evidenciou que uma parcela reduzida da população tem conhecimento ou é assistida pela PNASA, logo a conclusão do estudo foi que existe a necessidade de melhoras na avaliação e efetividade das políticas voltadas para a saúde auditiva, de forma a garantir maior equidade e universalidade de acesso aos serviços de saúde especializados.